# Newski-Prospekt (Erzählung)
Die Erzählung Der Newski-Prospekt (russisch Невский Проспект) von Nikolai Wassiljewitsch Gogol schildert eingangs den Newski-Prospekt, eine Straße in Sankt Petersburg, in glanzvoller Weise, am Schluss wird diese Darstellung wieder zurückgenommen. Die Erzählung gehört zu Gogols Petersburger Novellen.

## Handlung
Im Verlaufe eines Tages werden die Menschen, die hier auftreten, beschrieben: am Morgen ist der Prospekt fast leer, Bettler versammeln sich vor den Türen, Bauern mit schmutzigen Stiefeln überqueren die Straße. Am Mittag wird es lebendiger, Hofmeister mit ihren Zöglingen, Gouvernanten mit ihren Kindern erscheinen, nachmittags dann die Familienväter mit ihren Gattinnen und etwas später Beamte und allerlei andere vornehme Persönlichkeiten. Schließlich am Abend, wenn die Laternen angezündet werden, promenieren die jungen „Kollegienregistratoren, Gouvernements- und Kollegiensekretäre“, aber auch „Handlungsgehilfen, Arbeiter und Kaufleute“, ganz Petersburg scheint dort verabredet zu sein. Der Mikrokosmos Newski-Prospekt steht für die ganze Stadt Petersburg, das menschliche Treiben als Phantasmagorie.
Zwei Handlungsstränge ziehen sich durch die Erzählung: der schwärmerische Künstler Piskarjow trifft ein dunkelhaariges Mädchen, dessen Schönheit ihn so sehr beeindruckt, dass er ihr folgt und schließlich erkennen muss, dass sie eine Dirne ist. An dieser Erkenntnis zerbricht er und verliert den Verstand. Sein Freund, der flotte Leutnant Pirogow, bändelt mit der blonden Frau eines deutschen Schlossermeisters an und bezieht dafür Prügel, so dass dem Leutnant die Lust am Abenteuer vergeht. 
Das Erleben der beiden endet äußerst unterschiedlich: für Piskarjow ist das Ganze ein entscheidendes Erlebnis, bei dem er Verstand und Leben verliert, für Pirogow bleibt alles nur Episode. Beide haben sich aber vom Schein täuschen lassen, und das ist der tiefere Sinn der Erzählung, dass schließlich alles Lug und Trug ist, nichts so ist, wie es zu sein scheint. So bleibt der Newski-Prospekt ein trügerischer schöner Ort und wird besonders gefährlich am Abend, wenn „Satan in eigener Person“ die Lampen anzündet, um „alles in einem falschen Lichte zu zeigen“.

## Interpretation
Eine Interpretation des Slawisten Nils Meier deutet die Erzählung als eine Allegorie, die das von Friedrich Schiller konzipierte Zusammenspiel von Formtrieb, Stofftrieb und schönem Schein auf jene von Karl Marx problematisierte Warenförmigkeit zurückgeführt, die Gogolʹ mit den Mitteln der Kunst nachvollziehbar mache.